# Västkuststugan
Västkuststugan AB är ett företag med huvudkontor och fabrik i Mjöbäck. Företaget startade år 1932. Mest känt har företaget blivit för sin produktion av fritidshus, men även villor tillverkas av företaget. Husen har huvudsakligen uppförts i Skandinavien och Baltikum, men även i övriga Europa, USA, Japan, Sydkorea, Sydamerika och Grönland.